# Kvaterniók

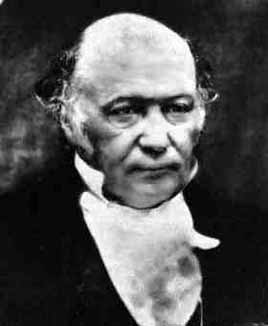
Hamilton

A matematikában a kvaterniók a komplex számok négy dimenzióra történő nem kommutatív kiterjesztései. Először Sir William Rowan Hamilton ír matematikus, fizikus és csillagász vezette be 1843-ban (Hamilton-féle számoknak is nevezik).

## Definíció

### Csoportelméleti definíció
Hasonlóan ahhoz, ahogy a komplex számokat a valós számkör i-vel való kiegészítésével kaptuk, ahol i kielégíti az i2 = −1 egyenlőséget, a kvaterniókat az i, j és k elemeknek a valós számkörhöz való hozzávételével nyerjük, ahol i, j és k teljesíti a következőket:
{\displaystyle i^{2}=j^{2}=k^{2}=ijk=-1.\,}
Ha a szorzást asszociatívnak tekintjük (és valóban az is), a következő egyenlőségek állnak fenn:
{\displaystyle {\begin{matrix}ij&=&k,&&&&ji&=&-k,\\jk&=&i,&&&&kj&=&-i,\\ki&=&j,&&&&ik&=&-j.\end{matrix}}}
Minden kvaternió felírható a báziskvaterniók (1, i, j és k) lineáris kombinációjaként, azaz minden kvaternió egyértelműen kifejezhető a + bi + cj + dk alakban, ahol a, b, c és d valós számok.

### Halmazelméleti definíció
{\displaystyle \mathbb {H} }={\displaystyle \{}(a, b, c, d) {\displaystyle \in \mathbb {R} }4{\displaystyle \}}
Halmazelméleti szempontból a kvaterniók a komplex számok önmagukkal vett direktszorzataként értelmezhetők, a következő összeadási és szorzási szabályokkal:
- (a, b, c, d)+(A, B, C, D) = (a+A, b+B, c+C, d+D)
- Szorzásukat egyszerűbb kifejezni az alábbi jelölésekkel: (a, b, c, d) = (a, v), ahol a egy valós szám, v egy háromdimenziós vektor, valamint v{\displaystyle \cdot }V a skaláris szorzatukat, v {\displaystyle \times } V pedig a vektoriális szorzatukat jelöli. Ekkor (a, v) {\displaystyle \cdot } (A, V) = (a{\displaystyle \cdot }A-v{\displaystyle \cdot }V, a{\displaystyle \cdot }V + A{\displaystyle \cdot }v + v {\displaystyle \times } V), ahol a {\displaystyle \cdot } jelöli a szokásos skalár-vektor szorzást is.

A kvaterniók ferdetestet alkotnak.

### Komplex mátrixok
Ez a konstrukció a kvaterniókat részgyűrűnek tekinti a {\displaystyle \mathbb {C} ^{2\times 2}}-es mátrixok gyűrűjében. Az 1, i, j, k báziskvaterniókat ezek a mátrixok ábrázolják:
{\displaystyle 1\mapsto {\begin{pmatrix}1&0\\0&1\end{pmatrix}},\quad \mathrm {i} \mapsto {\begin{pmatrix}\mathrm {i} _{\mathbb {C} }&0\\0&-\mathrm {i} _{\mathbb {C} }\end{pmatrix}},\quad \mathrm {j} \mapsto {\begin{pmatrix}0&1\\-1&0\end{pmatrix}},\quad \mathrm {k} \mapsto {\begin{pmatrix}0&\mathrm {i} _{\mathbb {C} }\\\mathrm {i} _{\mathbb {C} }&0\end{pmatrix}},}
ahol is a komplex képzetes egységet {\displaystyle \mathrm {i} _{\mathbb {C} }} jelöli az egyértelműség kedvéért.
Ebben az ábrázolásban
{\displaystyle \mathrm {i} \mapsto \mathrm {i} _{\mathbb {C} }\sigma _{3},\quad \mathrm {j} \mapsto \mathrm {i} _{\mathbb {C} }\sigma _{2},\quad \mathrm {k} \mapsto \mathrm {i} _{\mathbb {C} }\sigma _{1},}
ahol {\displaystyle \sigma _{i}} az i-edik Pauli-mátrixot jelöli.
Eszerint a kvaterniók halmaza megfelel a
{\displaystyle {\bigg \{}{\begin{pmatrix}w&z\\-{\overline {z}}&{\overline {w}}\end{pmatrix}}\,{\bigg |}\,w,z\in \mathbb {C} {\bigg \}}.}
mátrixok halmazának.
Ezeknek a mátrixoknak mindig {\displaystyle |w|^{2}+|z|^{2}} a determinánsa, amiből már következik a nullosztómentesség, hiszen a mátrixok gyűrűjében a nullosztók determinánsa nulla, itt pedig az összes nem nulla mátrix determinánsa pozitív. A műveletek asszociativitása a mátrixműveletek asszociativitásából következik. Az {\displaystyle \mathrm {i} ,\mathrm {j} ,\mathrm {k} } szorzására vonatkozó szabályok egyszerű számolással igazolhatók.
A kvaterniók másként is ábrázolhatók a komplex számok fölötti {\displaystyle \mathbb {C} ^{2\times 2}}-es mátrixok gyűrűjében, de az összes többi lehetőség konjugált a már leírt változathoz.

### Hányadosalgebra
Az absztrakt algebra lehetőséget ad a kvaterniók hányadosalgebraként történő definiálására. Eszerint a kvaterniók előállnak a háromhatározatlanú polinomok nem kommutatív gyűrűjének a Hamilton-szorzásszabályok alkotta ideállal vett faktoraként.
Egy másik módszerhez elég két határozatlan. Ekkor a kvaterniók algebrája az {\displaystyle i\mapsto e_{1},\,j\mapsto e_{2},\,k=ij\mapsto e_{1}e_{2}} által generált kétdimenziós euklideszi sík Clifford-algebrájaként áll elő.
A Clifford-algebrák egységelemes asszociatív algebrák, amiket egy kvadratikus alakkal ellátott vektortér generál. A Cℓ(V,Q) Clifford-algebra a legszabadabb algebra azzal a kikötéssel, hogy:
{\displaystyle v^{2}=Q(v)1} minden  {\displaystyle v\in V.}
A háromdimenziós forgatásokkal való összefüggésben fontos szerephez jut az, hogy a kvaterniók algebrája az {\displaystyle i\mapsto e_{2}e_{3},\,j\mapsto e_{3}e_{1},\,k\mapsto e_{1}e_{2}} által generált euklideszi tér Clifford-algebrájának páros részének tekinthető.

## Alapműveletek

### Valós és képzetes rész
Az
{\displaystyle x=x_{0}+x_{1}\cdot \mathrm {i} +x_{2}\cdot \mathrm {j} +x_{3}\cdot \mathrm {k} }
kvaternió valós része:
{\displaystyle \mathrm {Re} \,x=x_{0},}
míg a többi koordináta a képzetes részhez tartozik:
{\displaystyle \mathrm {Im} \,x=x_{1}\cdot \mathrm {i} +x_{2}\cdot \mathrm {j} +x_{3}\cdot \mathrm {k} }
A képzetes részt gyakran a valós háromdimenziós vektorok vektorterével azonosítják:
{\displaystyle (x_{1},x_{2},x_{3})\in \mathbb {R} ^{3}}.
Ha az {\displaystyle x_{0}+x_{1}\cdot \mathrm {i} +x_{2}\cdot \mathrm {j} +x_{3}\cdot \mathrm {k} } kvaterniókat a valós skalárból és a háromdimenziós vektorból álló párokkal azonosítjuk:
{\displaystyle (s,{\vec {v}})}, ahol {\displaystyle s=x_{0}} és {\displaystyle {\vec {v}}=(x_{1},x_{2},x_{3})},
akkor a szorzás felírható így:
{\displaystyle (s,{\vec {v}})\cdot (t,{\vec {w}})={\Big (}st-\langle {\vec {v}},{\vec {w}}\rangle ,\quad s{\vec {w}}+t{\vec {v}}+{\vec {v}}\times {\vec {w}}{\Big )}.}
A valós számok azonosíthatók azokkal a kvaterniókkal, amiknek képzetes része a nullvektor.
Azokat a kvaterniókat, amiknek a valós része nulla, tiszta, vagy tisztán képzetes kvaternióknak nevezik. Ezek éppen azok a kvaterniók, aminek négyzete valós, és nem pozitív. A tisztán képzetes kvaterniók halmaza:
{\displaystyle \mathbb {H} _{\text{Rein}}=\mathrm {Im} \,\mathbb {H} =\{x\in \mathbb {H} \mid \mathrm {Re} \,x=0\}=\{x\in \mathbb {H} \mid x^{2}\in \mathbb {R} ,\ x^{2}\leq 0\}.}
Ez egy háromdimenziós vektortér, aminek egy bázisa {\displaystyle \{\mathrm {i} ,\mathrm {j} ,\mathrm {k} \}}.
Két tiszta képzetes kvaternió szorzatában a valós rész a tisztán képzetes kvaterniók skaláris szorzatának mínusz egyszerese; a képzetes rész a tisztán képzetes kvaterniók vektoriális szorzataként előálló tisztán képzetes kvaternió:
{\displaystyle (0,{\vec {v}})\cdot (0,{\vec {w}})={\Big (}{-\langle {\vec {v}},{\vec {w}}\rangle },\quad {\vec {v}}\times {\vec {w}}{\Big )}.}

### Konjugálás és norma
Egy kvaternió konjugáltjában a valós rész ugyanaz, a képzetes rész ellentett:
{\displaystyle {\overline {x_{0}+x_{1}i+x_{2}j+x_{3}k}}=x_{0}-x_{1}i-x_{2}j-x_{3}k}
A konjugált másként is kifejezhető:
{\displaystyle {\overline {q}}=-{\frac {1}{2}}\left(q+\mathrm {i} \cdot q\cdot \mathrm {i} +\mathrm {j} \cdot q\cdot \mathrm {j} +\mathrm {k} \cdot q\cdot \mathrm {k} \right)}
A konjugálás legfontosabb tulajdonságai:
- {\displaystyle {\overline {({\bar {x}})}}=x}, a konjugált konjugáltja az eredeti kvaternió
- {\displaystyle {\overline {x+y}}={\bar {x}}+{\bar {y}}} és 
{\displaystyle {\overline {\lambda x}}=\lambda \cdot {\bar {x}}} minden valós λ számra, vagyis a konjugálás lineáris leképezés {\displaystyle \mathbb {R} } fölött
- {\displaystyle {\overline {x\cdot y}}={\bar {y}}\cdot {\bar {x}}}
- {\displaystyle x\cdot {\bar {x}}=x_{0}^{2}+x_{1}^{2}+x_{2}^{2}+x_{3}^{2}}, az {\displaystyle (x_{0},x_{1},x_{2},x_{3})} vektorok normája mindig valós, és sohasem negatív

Ezt a mennyiséget az {\displaystyle {x_{0}+x_{1}i+x_{2}j+x_{3}k}=} kvaternió normájának is nevezik.
Erre a normára teljesül az
{\displaystyle |x\cdot y|=|x|\cdot |y|.}
összefüggés, így ezzel a normával a kvaterniók Banach-algebrát alkotnak.
Ahogy a komplex számoknál, úgy a kvaternióknál is megadható a valós és a képzetes rész a konjugálás segítségével:
- {\displaystyle {\frac {x+{\bar {x}}}{2}}} a valós rész;
- {\displaystyle {\frac {x-{\bar {x}}}{2}}} a képzetes rész.

Ha egy kvaternió megegyezik a konjugáltjával, akkor valós. Ha a konjugálás ellentettjére változtatja, akkor tisztán képzetes.
A norma kifejezhető a konjugálással:
{\displaystyle |x|={\sqrt {x\cdot {\bar {x}}}}}

### Invertálás
Az {\displaystyle x\neq 0} kvaternió inverze az az x−1 kvaternió, amivel
{\displaystyle x\cdot x^{-1}=1\quad } és {\displaystyle \quad x^{-1}\cdot x=1.}
Mivel a szorzás nem kommutatív, azért kétféle osztás definiálható:
{\displaystyle b\cdot a^{-1}\quad } és {\displaystyle \quad a^{-1}\cdot b,}
amik rendre a
{\displaystyle xa=b\quad } és az {\displaystyle \quad ax=b}
egyenleteket oldják meg.
A két egyenlet megoldása akkor és csak akkor egyezik meg, ha a valós, mert csak a valósok cserélhetők fel az összes kvaternióval. Az absztrakt algebra nyelvén úgy mondjuk, hogy a kvaterniók ferdetestének centruma a valós számok halmaza. Így a {\displaystyle \textstyle {\frac {b}{a}}} kifejezésbe hallgatólagosan beleértjük, hogy a valós.
Ezen kívül teljesül
{\displaystyle a^{-1}\cdot b^{-1}=(b\cdot a)^{-1},}
ugyanis
{\displaystyle a^{-1}\cdot b^{-1}\cdot b\cdot a=1\quad }
és
{\displaystyle \quad (b\cdot a)^{-1}\cdot b\cdot a=1.}
Ezzel egy {\displaystyle x\neq 0} kvaternió inverze
{\displaystyle x^{-1}={\frac {\bar {x}}{|x|^{2}}},}
mivelhogy
{\displaystyle x^{-1}=({\bar {x}}\cdot {\bar {x}}^{-1})\cdot x^{-1}={\bar {x}}\cdot ({\bar {x}}^{-1}\cdot x^{-1})={\bar {x}}\cdot (x\cdot {\bar {x}})^{-1}={\bar {x}}\cdot (|x|^{2})^{-1}.}
{\displaystyle |x|^{2}} valós, és {\displaystyle \neq 0}, ezért ez a kifejezés tört alakban is írható:
{\displaystyle {\frac {\bar {x}}{|x|^{2}}}.}

## Egységkvaterniók
Az egységkvaterniók az 1 normájú kvaterniók. Az 1 abszolútértékű komplex számokhoz hasonlóan
{\displaystyle {\bar {x}}=x^{-1}.}
Tetszőleges {\displaystyle x\neq 0} kvaternióra
{\displaystyle {\frac {x}{|x|}}={\frac {x_{0}}{|x|}}+{\frac {x_{1}}{|x|}}\cdot \mathrm {i} +{\frac {x_{2}}{|x|}}\cdot \mathrm {j} +{\frac {x_{3}}{|x|}}\cdot \mathrm {k} }
az x kvaternióval megegyező irányú egységkvaternió.
Egységkvaternió inverze újra egységkvaternió.
Két egységkvaternió szorzata megint egységkvaternió. A szorzás asszociativitása miatt az egységkvaterniók csoportot alkotnak a szorzásra.
Az
{\displaystyle \{\pm 1,\pm \mathrm {i} ,\pm \mathrm {j} ,\pm \mathrm {k} \}.}: {\displaystyle \{\pm 1,\pm \mathrm {i} ,\pm \mathrm {j} ,\pm \mathrm {k} \}.}
kvaterniók szintén egységkvaterniók. Részcsoportot alkotnak az egységkvaterniók csoportjában, az úgynevezett kvaterniócsoportot.
A Lie-csoport olyan csoport, ami a szorzáson és az invertáláson kívül még egy topológiával is el van látva, amire nézve az előbbi műveletek folytonosak.
Az egységkvaterniók halmaza egy háromdimenziós gömbfelszín a négydimenziós térben, ami ezzel Lie-csoporttá válik. A hozzá tartozó Lie-algebra a tiszta kvaterniók tere. A mátrixos ábrázolásban az egységkvaterniók csoportját éppen az SU(2) speciális unitér csoport ábrázolja. Ez megmagyarázza a kapcsolatot a Pauli-mátrixokkal.
A tiszta egységkvaterniók éppen azok a kvaterniók, amiknek négyzete -1:
{\displaystyle x_{0}=0\land x_{1}^{2}+x_{2}^{2}+x_{3}^{2}=1\qquad \iff \qquad x^{2}=-1.}
Geometriailag a tiszta egységkvaterniók egy kétdimenziós gömbfelszínt alkotnak a háromdimenziós térben. Minden kvaternió, aminek {\displaystyle -1} a négyzete, definiálja a komplex számok egy beágyazását:
{\displaystyle \mathbb {C} \to \mathbb {H} ,\qquad a+b\mathrm {i} \mapsto a+bx,\quad a,b\in \mathbb {R} .}
De ez csak egy beágyazás. A kvaterniók nem alkotnak algebrát a komplex számok fölött.

## Trigonometrikus alak
Ahogy a komplex számok,
{\displaystyle z=|z|\cdot (\cos \phi +\mathrm {i} \sin \phi )=|z|\cdot \mathrm {e} ^{\mathrm {i} \phi }}
úgy a kvaterniók is leírhatók trigonometrikus alakban.
Az {\displaystyle x\neq \pm 1} tiszta egységkvaterniók trigonometrikus alakja:
{\displaystyle x=\cos \alpha +v\cdot \sin \alpha }
és ez egyértelmű, ha {\displaystyle 0<\alpha <\pi \ }
A kvaterniókra kiterjesztett exponenciális függvény segítségével:
{\displaystyle x=\exp(\alpha v);\ }
más szóval: az exponenciális leképezés bijekció az {\displaystyle <\pi \ } normájú tiszta kvaterniók halmaza és a -1 nélküli egységkvaterniók halmaza között.
Általánosabban, minden nem valós kvaternió egyértelműen felírható, mint
{\displaystyle x=|x|\cdot (\cos \alpha +v\sin \alpha )}
ahol {\displaystyle \alpha ,v}, mint előbb
vagy a negatív valós számokon kívüli kvaterniók
{\displaystyle x=|x|\cdot \exp X},
ahol {\displaystyle X} tiszta kvaternió, amire {\displaystyle |X|<\pi \ }.

## Konstrukciók kvaterniókkal

### Szorzatok
Két kvaternió képzetes részének vektoriális szorzata a két kvaternió kommutátorának kétszerese:
Ha {\displaystyle x=(s,{\vec {v}})} és {\displaystyle y=(t,{\vec {w}})},
akkor
{\displaystyle {\vec {v}}\times {\vec {w}}={\frac {x\cdot y-y\cdot x}{2}}.}
Két kvaternió, mint négydimenziós vektor skalárszorzata éppen {\displaystyle {\bar {x}}\cdot y} vagy {\displaystyle x\cdot {\bar {y}}}:
{\displaystyle x_{0}y_{0}+x_{1}y_{1}+x_{2}y_{2}+x_{3}y_{3}=\mathrm {Re} ({\bar {x}}y)=\mathrm {Re} (x{\bar {y}}).}
A kvaternió koordinátái megadhatók, mint
{\displaystyle x_{0}=\mathrm {Re} \,x,\quad x_{1}=-\mathrm {Re} (\mathrm {i} x),\quad x_{2}=-\mathrm {Re} (\mathrm {j} x),\quad x_{3}=-\mathrm {Re} (\mathrm {k} x).}
Két kvaternió Minkowski-skalárszorzata az xy szorzat valós része:
{\displaystyle x_{0}y_{0}-x_{1}y_{1}-x_{2}y_{2}-x_{3}y_{3}=\mathrm {Re} (xy).\ }

### Vektoranalízis
A következőkben azonosítjuk a tiszta kvaterniókat {\displaystyle \mathbb {R} ^{3}} vektoraival.
Ha így definiáljuk a nabla operátort:
{\displaystyle \nabla =\mathrm {i} \cdot {\frac {\partial }{\partial x}}+\mathrm {j} \cdot {\frac {\partial }{\partial y}}+\mathrm {k} \cdot {\frac {\partial }{\partial z}},}
és az
{\displaystyle {\vec {F}}(x,y,z)=u(x,y,z)\cdot \mathrm {i} +v(x,y,z)\cdot \mathrm {j} +w(x,y,z)\cdot \mathrm {k} }
vektormezőre alkalmazzuk, akkor kapjuk, hogy:
{\displaystyle \nabla {\vec {F}}=-\mathrm {div} \,{\vec {F}}+\mathrm {rot} \,{\vec {F}}.}
Itt {\displaystyle -\mathrm {div} \,{\vec {F}}} a valós, {\displaystyle \mathrm {rot} \,{\vec {F}}} a képzetes rész.
A nabla operátort kéteszer az {\displaystyle f(x,y,z)} függvényre alkalmazva:
{\displaystyle \nabla ^{2}f=-\triangle f=-\left({\frac {\partial ^{2}f}{\partial x^{2}}}+{\frac {\partial ^{2}f}{\partial y^{2}}}+{\frac {\partial ^{2}f}{\partial z^{2}}}\right),}
azaz a {\displaystyle \nabla } operátor úgy hat, mint a Laplace-operátor négyzetgyöke.

### Forgatások a háromdimenziós térben
Az egységkvaterniók elegáns módot kínálnak a forgatások leírására a háromdimenziós térben: rögzített q kvaternióra a
{\displaystyle \rho _{q}\colon x\mapsto qx{\bar {q}}}
leképezés forgatás {\displaystyle \mathrm {Im} \,\mathbb {H} }-ben.
Ha trigonometrikus alakba írjuk a q kvaterniót:
{\displaystyle q=\cos \alpha +v\cdot \sin \alpha }
ahol {\displaystyle 0<\alpha <\pi \ }, és {\displaystyle v\ } tiszta egységkvaternió,
akkor a forgatás szöge {\displaystyle 2\alpha \ }, és tengelye {\displaystyle v\in \mathbb {R} ^{3}}.
Minden q egységkvaternió ugyanazt a forgatást definiálja, mint -q; például 1 és -1 is az identitásnak felel meg. Tehát az ortogonális mátrixokkal ellenben ez a megfeleltetés nem egy-egyértelmű: minden R forgatáshoz két egységkvaternió van, amire {\displaystyle \rho _{q}=R}.
Forgatások egymásutánja, más néven szorzata az egységkvaterniók szorzásának felel meg:
{\displaystyle \rho _{q_{1}}\circ \rho _{q_{2}}=\rho _{q_{1}\cdot q_{2}}.}
A forgásirány megfordítása a konjugálás megfelelője:
{\displaystyle \rho _{\bar {q}}=\rho _{q}^{-1},}
ami az egységkvaterniók körében ugyanaz, mint az invertálás.
Mindezek miatt ez a leképezés homomorfizmus, de nem izomorfizmus.

### Kapcsolat az ortogonális mátrixokkal
A {\displaystyle q=w+x\cdot \mathrm {i} +y\cdot \mathrm {j} +z\cdot \mathrm {k} ,\qquad w^{2}+x^{2}+y^{2}+z^{2}=1,} egységkvaterniónak megfelelő ortogonális mátrix
{\displaystyle {\begin{pmatrix}w^{2}+x^{2}-y^{2}-z^{2}&-2wz+2xy&2wy+2xz\\2wz+2xy&w^{2}-x^{2}+y^{2}-z^{2}&-2wx+2yz\\-2wy+2xz&2wx+2yz&w^{2}-x^{2}-y^{2}+z^{2}\end{pmatrix}}}
{\displaystyle {}={\begin{pmatrix}1-2(y^{2}+z^{2})&-2wz+2xy&2wy+2xz\\2wz+2xy&1-2(x^{2}+z^{2})&-2wx+2yz\\-2wy+2xz&2wx+2yz&1-2(x^{2}+y^{2})\end{pmatrix}}.}
A mátrixból a kvaterniók meghatározásához elég a forgatás tengelyét és szögét megadni, és a trigonometrikus képletbe behelyettesíteni.

### Kapcsolat az Euler-szögekkel
Az Euler-szögekre különféle konvenciók vannak. Itt azokat a forgatásokat tekintjük, amik megkaphatók úgy, hogy először a z tengely körül {\displaystyle \Phi }, utána az új x tengely körül {\displaystyle \Theta }, végül az új z tengely körül {\displaystyle \Psi } szöggel forgatva kapunk. Az egyes forgatások rendre a
{\displaystyle \cos {\frac {\Phi }{2}}+\mathrm {k} \cdot \sin {\frac {\Phi }{2}},\quad \cos {\frac {\Theta }{2}}+\mathrm {i} \cdot \sin {\frac {\Theta }{2}},\quad \cos {\frac {\Psi }{2}}+\mathrm {k} \cdot \sin {\frac {\Psi }{2}},}
kvaternióknak felelnek meg.
Mivel az elforgatott tengelyt forgatjuk, a szorzás sorrendje fordított:
{\displaystyle \left(\cos {\frac {\Phi }{2}}+\mathrm {k} \cdot \sin {\frac {\Phi }{2}}\right)\left(\cos {\frac {\Theta }{2}}+\mathrm {i} \cdot \sin {\frac {\Theta }{2}}\right)\left(\cos {\frac {\Psi }{2}}+\mathrm {k} \cdot \sin {\frac {\Psi }{2}}\right)}
{\displaystyle {}=\cos {\frac {\Phi }{2}}\cos {\frac {\Theta }{2}}\cos {\frac {\Psi }{2}}-\sin {\frac {\Phi }{2}}\cos {\frac {\Theta }{2}}\sin {\frac {\Psi }{2}}}
{\displaystyle {}+\mathrm {i} \cdot \left(\cos {\frac {\Phi }{2}}\sin {\frac {\Theta }{2}}\cos {\frac {\Psi }{2}}+\sin {\frac {\Phi }{2}}\sin {\frac {\Theta }{2}}\sin {\frac {\Psi }{2}}\right)}
{\displaystyle {}+\mathrm {j} \cdot \left(-\cos {\frac {\Phi }{2}}\sin {\frac {\Theta }{2}}\sin {\frac {\Psi }{2}}+\sin {\frac {\Phi }{2}}\sin {\frac {\Theta }{2}}\cos {\frac {\Psi }{2}}\right)}
{\displaystyle {}+\mathrm {k} \cdot \left(\sin {\frac {\Phi }{2}}\cos {\frac {\Theta }{2}}\cos {\frac {\Psi }{2}}+\cos {\frac {\Phi }{2}}\cos {\frac {\Theta }{2}}\sin {\frac {\Psi }{2}}\right).}
Hasonlók adódnak más konvenciók esetén is.

### A forgáscsoport univerzális fedése
Az egységnyi kvaterniók:
{\displaystyle {\begin{aligned}q&{}=w+\mathbf {i} x+\mathbf {j} y+\mathbf {k} z,\\1&{}=w^{2}+x^{2}+y^{2}+z^{2},\end{aligned}}}
csoportja izomorf a 2*2-es, unitér mátrixok - SU(2) - csoportjával, amiért az egységkvaterniókat azonosíthatjuk a SU(2) generátoraival:
{\displaystyle q=a\mathrm {1} +b\mathrm {i} +c\mathrm {j} +d\mathrm {k} =\alpha +j\beta \leftrightarrow {\begin{bmatrix}\alpha &-{\overline {\beta }}\\\beta &{\overline {\alpha }}\end{bmatrix}}=U,\quad q\in \mathbb {H} ,\quad a,b,c,d\in \mathbb {R} ,\quad \alpha ,\beta \in \mathbb {C} ,\quad U\in \mathrm {SU} (2).}
Másrészről találunk az egységnyi kvaterinók csoportjából egy 2:1 művelettartó leképezést (homomorfizmust) az SO(3) forgatáscsoportba, ugyanis q és -q ugyanahhoz a Q rotációs mátrixhoz tartozik. Általánosan a (x,y,z) vektor körül 2θ szöggel forgató (ahol cos θ = w és |sin θ| = ||(x,y,z)||) Q mátrix:
{\displaystyle Q={\begin{bmatrix}1-2y^{2}-2z^{2}&2xy-2zw&2xz+2yw\\2xy+2zw&1-2x^{2}-2z^{2}&2yz-2xw\\2xz-2yw&2yz+2xw&1-2x^{2}-2y^{2}\end{bmatrix}},\quad Q\in \mathrm {SO} (3).}
Ez egy kétrétegű fedés, aminek magja a {\displaystyle \{\pm 1\}} centrum. A fedés univerzális, hiszen {\displaystyle \mathrm {SU} (2)\cong S^{3}} egyszeresen összefüggő. Spincsoportnak is nevezik, és {\displaystyle \mathrm {Spin} (3)}-mal is jelölik, és szorosan kapcsolódik a fizikai spinhez. Az {\displaystyle \mathrm {SU} (2)} → {\displaystyle \mathbb {C} ^{2}} leképezés egy úgynevezett spinorábrázolás, azaz egy olyan ábrázolás, amiben a négyzetes mátrixok mérete páros. Három báziskvaternió, i, j és k az SU(2) három hermitikus generáló mátrixának, a Pauli-mátrixoknak felel meg:
{\displaystyle \sigma _{x}:={\begin{pmatrix}0,1\\1,0\end{pmatrix}}} ,    {\displaystyle \sigma _{y}:={\begin{pmatrix}0,-i\\+i,0\end{pmatrix}}} ,    {\displaystyle \sigma _{z}:={\begin{pmatrix}+1,0\\0,-1\end{pmatrix}}} 
Így függ össze a két alaptétel:
i = σx/i, j = σy/i és k = σz/i,
ahol i a komplex képzetes egység, így az elméleti fizikából ismert σxσy= iσz kapcsolat éppen az i {\displaystyle \cdot } j=k relációnak felel meg. A σ-mátrixok hermitikus voltuk miatt mérhető mennyiségekként jöhetnek szóba a kvantummechanikában, ellentétben a i, j és a k báziskvaterniókkal, ami fontos a kvantummechanika matematikai modellezésében. Közelebbről {\displaystyle \mathrm {SU(2)} \equiv \{\exp(i{\frac {1}{2}}{\vec {\alpha }}\cdot {\vec {\sigma }})\}}, aminek valós vektorkoordinátái αx, αy és αz. Az 1/2 szorzónak többek között az a hatása,hogy a spinorok a vektorokkal ellentétben nem kerülnek vissza alaphelyzetükbe 2π-vel  (=360 fokkal) elforgatva, hanem csak annak kétszerese után.

### A négydimenziós tér ortogonális leképezései
A háromdimenziós esethez hasonlóan {\displaystyle \mathbb {H} } minden irányítástartó hasonlósági transzformációja felírható, mint:
{\displaystyle \rho _{a,b}\colon x\mapsto ax{\bar {b}}}
az {\displaystyle a,b} egységkvaterniókkal.
Teljesül, hogy:
{\displaystyle \rho _{a_{1},b_{1}}\circ \rho _{a_{2},b_{2}}=\rho _{a_{1}a_{2},b_{1}b_{2}}\quad \mathrm {und} \quad \rho _{{\bar {a}},{\bar {b}}}=\rho _{a,b}^{-1}.}
Ez a konstrukció fedést ad:
{\displaystyle \mathrm {SU} (2)\times \mathrm {SU} (2)\to \mathrm {SO} (4)}
aminek magja {\displaystyle \{(1,1),(-1,-1)\}}.

## A kvaterniók algebrája
Izomorfia erejéig három véges dimenziós asszociatív algebra van a valós számok felett: saját maga, algebrai lezártja, és a felette vett kvaterniók.
{\displaystyle \mathbb {H} } centruma {\displaystyle \mathbb {R} }, ezért definiálható rajta redukált norma és redukált nyom:
{\displaystyle \mathrm {Nrd} (x)=|x|^{2}\quad }és {\displaystyle \quad \mathrm {Trd} (x)=2\cdot \mathrm {Re} \,x}
A valós számokról a komplex számokra áttérve a kvaterniók algebrája mátrixalgebrává válik:
{\displaystyle \mathbb {H} \otimes _{\mathbb {R} }\mathbb {C} \cong M_{2}(\mathbb {C} ).}
A tenzorszorzat {\displaystyle \mathbb {C} } faktorra vett komplex konjugáció involúciót szolgáltat a mátrixalgebrában, aminek invariánsai egy {\displaystyle \mathbb {H} }-val izomorf algebrát alkotnak.
Az
{\displaystyle A\mapsto w{\bar {A}}w^{-1},} ahol az {\displaystyle w={\begin{pmatrix}0&1\\-1&0\end{pmatrix}}}
involúció megfelel a kvaterniók fenti mátrixmodelljének.
A kvaterniók algebrája egy negatív definit szimmetrikus kvadratikus alakkal ellátott {\displaystyle \mathbb {R} ^{2}} Clifford-algebrájának tekinthető.

## Alkalmazásai
A kvaterniók legfontosabb haszna, hogy a tisztán képzetes (azaz a valós része, az 'a' komponens 0) számokkal leírható a háromdimenziós vektortér.
A kvaterniókat a háromdimenziós mozgásokkal való szoros kapcsolata miatt felhasználják robotok vezérlésénél.
A kvaterniókat CAD programok is felhasználják a térbeli elforgatások kezelésére és az elforgatás tengelyének és szögének tárolására, ugyanis egy kvaternióhoz csak 4 lebegőpontos adatot kell tárolni (a tengellyel együtt), szemben az elforgatási mátrix 3×3 elemével és az elforgatás tengelyéhez szükséges további 3 elemmel. A kvaternió könnyedén átalakítható elforgatási mátrix alakba, és a kvaterniókkal való számítások gyakran kevesebb műveletet igényelnek, mint a vektoros–mátrixos számítások.
Kvaterniókat alkalmaz pl. a MicroStation CAD program.

### Négynégyzetszám-tétel
Legyen
{\displaystyle x_{1}=a_{1}+b_{1}\cdot \mathrm {i} +c_{1}\cdot \mathrm {j} +d_{1}\cdot \mathrm {k} \quad } és {\displaystyle \quad x_{2}=a_{2}+b_{2}\cdot \mathrm {i} +c_{2}\cdot \mathrm {j} +d_{2}\cdot \mathrm {k} }
Az
{\displaystyle |x_{1}|^{2}\cdot |x_{2}|^{2}=|x_{1}x_{2}|^{2}}
egyenlőségből adódik a tisztán valós azonosság:
{\displaystyle (a_{1}^{2}+b_{1}^{2}+c_{1}^{2}+d_{1}^{2})(a_{2}^{2}+b_{2}^{2}+c_{2}^{2}+d_{2}^{2})}
{\displaystyle {}=(a_{1}a_{2}-b_{1}b_{2}-c_{1}c_{2}-d_{1}d_{2})^{2}+(a_{1}b_{2}+b_{1}a_{2}+c_{1}d_{2}-d_{1}c_{2})^{2}\,}
{\displaystyle {}+(a_{1}c_{2}-b_{1}d_{2}+c_{1}a_{2}+d_{1}b_{2})^{2}+(a_{1}d_{2}+b_{1}c_{2}-c_{1}b_{2}+d_{1}a_{2})^{2}.\,}
Ha az összes szám egész, akkor ez az egyenlőség azt állítja, hogy két, négy négyzetszám összegeként felírható szám szorzata szintén felírható négy négyzetszám összegeként.
A négynégyzetszám-tétel szerint minden természetes szám felírható négy négyzetszám összegeként. Az előző állítás szerint elég a tételt a prímszámokra belátni. Ez alapján ezt az utóbbit is nevezik négynégyzetszám-tételnek.

## Rokon témák
A kvaterniókhoz hasonló konstrukciókat hiperkomplex számoknak is nevezik. A Cayley-számok a kvaterniók nyolcdimenziós analogonjai. Az ő körükben a szorzás se nem kommutatív, se nem asszociatív. A Cayley-számok szorzása alternatív:
{\displaystyle a\cdot (a\cdot b)=(a\cdot a)\cdot b} és {\displaystyle a\cdot (b\cdot b)=(a\cdot b)\cdot b} minden a, b Cayley-számra.